# شيرو نوناكا
شيرو نوناكا (باليابانية: 野中四郎؛ بالكانا: のなか しろう) هو عسكري ياباني، ولد في 27 أكتوبر 1903 في أوكاياما في اليابان، وتوفي في 29 فبراير 1936 في بلدة طوكيو ‏ في اليابان.